# Yutaka Takenouchi
Takenouchi Yutaka (japanska:竹野内豊, hiragana:たけのうち ゆたか), född 2 januari 1971 i Tokyo, Japan, är en japansk skådespelare. Han spelar oftast huvudrollen i  jdramor, bland andra Beach Boys (japanska titel:ビーチボーイズ),  Yankee Bokou ni Kaeru (japanska titel:ヤンキー母校に帰る) och BOSS. Han har vunnit Japansk Drama Academy Awards (ザテレビジョンドラマアカデミー賞) fem gånger och nominerats för Japanese Academy Prize (日本アカデミー賞).

## Verk
TV-serier i urval
- "Fumo Chitai" (japanska titel:不毛地帯)(2009) .... Shinichiro Hyodo
- "BOSS" (2009) .... Nodate Shinjiro
- "Tomorrow" (Tomorrow〜陽はまたのぼる〜)(2008) .... Moriyama Kohei
- "Kazoku" (家族〜妻の不在・夫の存在〜)(2006) .... Kamikawa Ryohei
- "Rondo" (輪舞曲)(2006) .... Shou Nishijima/Takumi Kanayama
- "Ruri no Shima" (瑠璃の島)(2005) .... Kawashima Tatsuya/Takahara Makoto
- "Rikon Bengoshi" (離婚弁護士)(2004)
- "Ningen no Shomei" (人間の証明)(2004) .... Koichiro Munesue
- "Ruten no Ouhi - Saigo no Koutei" (流転の王妃・最後の皇弟)(2003) .... Aishinkakura Fuketsu
- "Yankee Bokou ni Kaeru" (ヤンキー母校に帰る)(2003) .... Yoshimori Masaya
- "Time Limit" (タイムリミット)(2003) .... Mizusawa
- "Psycho Doctor" (サイコドクター)(2003) …. Kyosuke Kai
- "Toshiie to matsu: kaga hyakumangoku monogatari" (利家とまつ〜加賀百万石物語〜)(2002) .... Sawaki Yoshiyuki
- "Dekichatta Kekkon " (できちゃった結婚)(2001) .... Hirao Ryunosuke
- "Manatsu no Merry Christmas " (真夏のメリークリスマス)(2000) .... Kinoshita Ryou
- "Koori no Sekai" (氷の世界)(1999) .... Eiki Hirokawa
- "Seikimatsu no uta " (世紀末の詩)(1998) .... Itaru Noa
- "WITH LOVE" (1998) .... Takashi Hasegawa
- "Beach Boys" (ビーチボーイズ)(1997) .... Kaito Suzuki
- "Riso no Kekkon " (理想の結婚)(1997) .... Otaki Tsutomu
- "Zoku Hoshi no Kinka " (続・星の金貨)(1996) .... Takumi Nagai
- "Long Vacation" (ロングバケーション)(1996) .... Hayama Shinji
- "Mada Koi wa Hajimaranai" (まだ恋は始まらない)(1995)
- "Hoshi no kinka" (星の金貨)(1995) .... Takumi Nagai
- "Tokyo Daigaku Monogatari" (東京大学物語)(1994)
- "Boku no Shushoku" (ボクの就職)(1994)

### Filmer i urval
- "Taiheiyou no Kiseki ~ Fox to Yobareta Otoko" (japanska titel:太平洋の奇跡−フォックスと呼ばれた男−)(2011)
- "Samayou Yaiba" (さまよう刃)(2009)
- "Ano Sora wa Oboeteru" (あの空をおぼえてる)(2008) .... Masato Fukazawa
- "Calmi Cuori Appassionati" (冷静と情熱のあいだ)(2001) .... Agata Junsei